# Paratropes heydeniana
Paratropes heydeniana är en kackerlacksart som beskrevs av Henri Saussure 1864. Paratropes heydeniana ingår i släktet Paratropes och familjen småkackerlackor. Inga underarter finns listade i Catalogue of Life.